# Cyclosa pellaxoides
Cyclosa pellaxoides är en spindelart som beskrevs av Roewer 1955. Cyclosa pellaxoides ingår i släktet Cyclosa och familjen hjulspindlar.
Artens utbredningsområde är Singapore. Inga underarter finns listade i Catalogue of Life.